# Leichtathletik-Weltmeisterschaften 2019/Teilnehmer (Tonga)
| Gelbes Symbol für Goldmedaillen mit stilisierten Olympischen Ringen | Graues Symbol für Silbermedaillen mit stilisierten Olympischen Ringen | Braundes Symbol für Bronzemedaillen mit stilisierten Olympischen Ringen |
| ------------------------------------------------------------------- | --------------------------------------------------------------------- | ----------------------------------------------------------------------- |
| —                                                                   | —                                                                     | —                                                                       |

Der Leichtathletikverband von Tonga nahm an den Leichtathletik-Weltmeisterschaften 2019 in Doha teil. Ein Athlet wurde vom tongaischen Verband nominiert.

## Ergebnisse

### Männer

#### Laufdisziplinen
| Athlet                   | Disziplin | Qualifikation | Qualifikation | Vorlauf | Vorlauf | Halbfinale | Halbfinale | Finale | Finale |
| Athlet                   | Disziplin | Zeit          | Platz         | Zeit    | Platz   | Zeit       | Platz      | Zeit   | Platz  |
| ------------------------ | --------- | ------------- | ------------- | ------- | ------- | ---------- | ---------- | ------ | ------ |
| Ronald Lawrence Fotofili | 100 m     | 11,06 s       | 16            | DNQ     | DNQ     | –          | –          | –      | –      |